# Museu Leoš Janáček (Hukvaldy)
El Museu Leoš Janáček (en txec Památník Leoše Janáčka) és un museu situat a Hukvaldy, al núm. 79, dedicat a l'obra i a la vida del compositor Leoš Janáček.

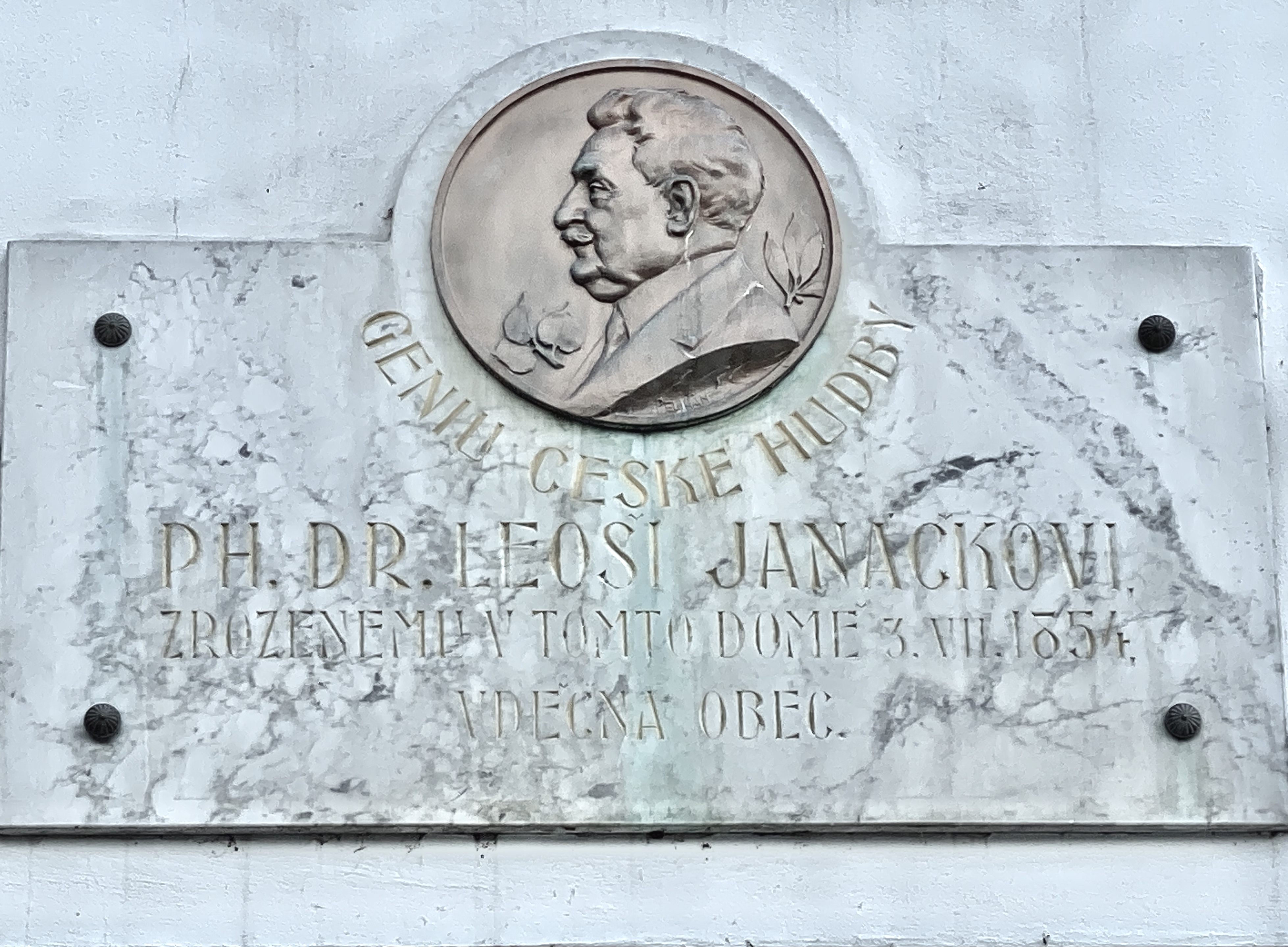
Placa dedicada a Janáček a la seva casa natal

Janáček va néixer a Hukvaldy el 3 de juliol de 1854. La seva casa natal estava al costat de l'escola on el seu pare exercia de mestre. Aquest edifici ja no existeix, ja que el 1877 se'n va construir un altre en el seu lloc. Actualment, un bust i una placa commemorativa recorden el lloc del seu naixement. Quan tenia dotze anys, es va traslladar al monestir de Brno, però a partir de la dècada de 1890, Janáček va començar a visitar Hukvaldy de manera habitual.
L'edifici que avui alberga el Memorial Leoš Janáček és una residència construïda el 1790 que František Janáček, germà de Leoš, va comprar el 1905 després de tornar de Sant Petersburg. František va renovar la casa, però només hi va viure uns anys, ja que va morir el 1908. Més tard, el 1921, Marie Janáčková, la vídua del seu germà, va vendre la propietat a Leoš Janáček. No obstant això, la seva germana divorciada, Josefa, es va convertir en la resident permanent de la casa, mentre que Leoš Janáček hi solia passar diverses setmanes a l'any, buscant tranquil·litat i descans.

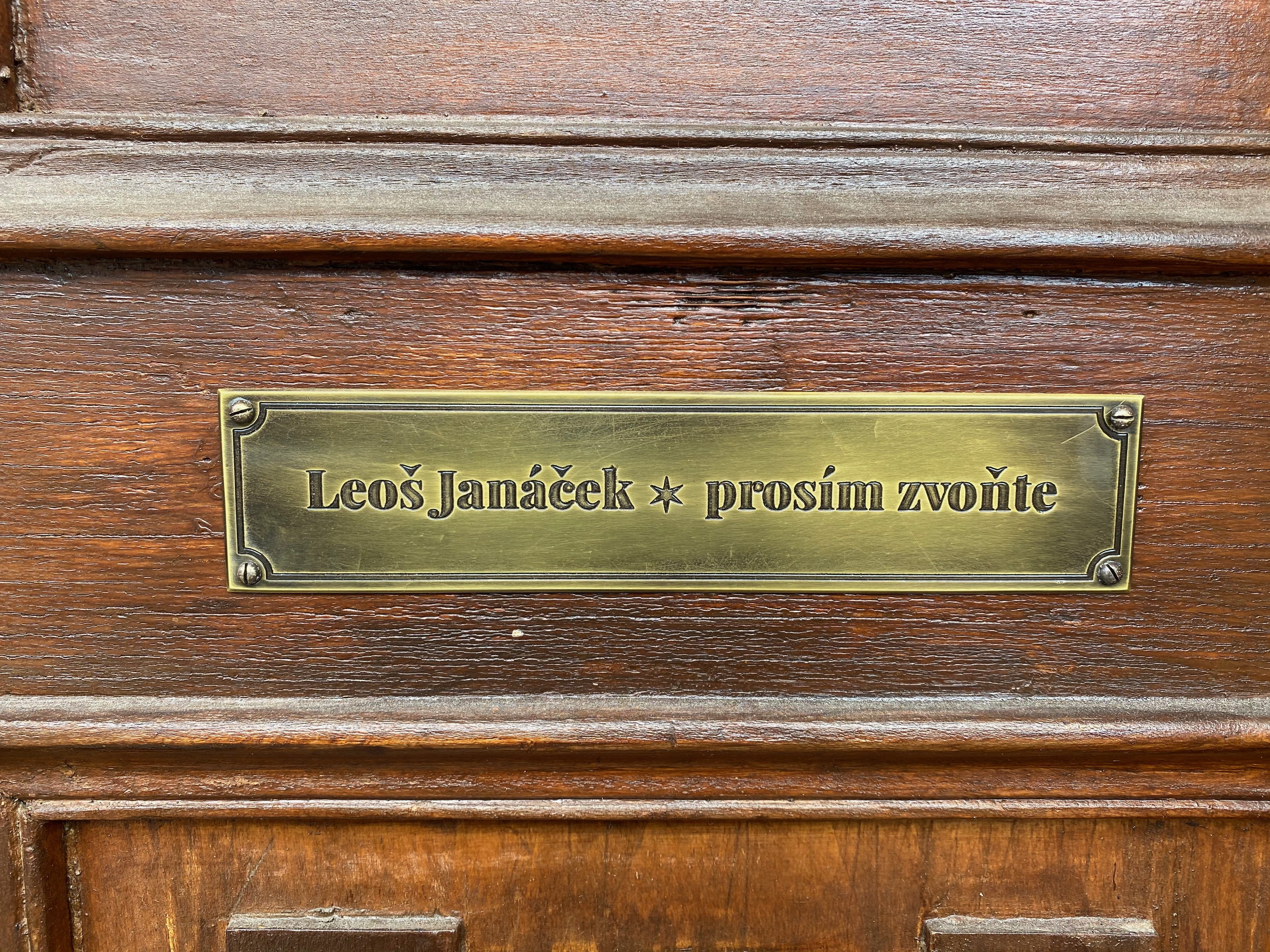
Rètol a la porta on diu "Leoš Janáček - Truqueu si us plau"

El gener de 1928, Janáček va modernitzar la casa instal·lant-hi electricitat i hi va afegir una habitació al primer pis en previsió de la visita de la seva amiga Kamila Stösslová. Va passar els seus darrers dies a la casa amb ella a principis d'agost. Després d'uns símptomes semblants a la grip va anar a l'hospital d'Ostrava on va morir sobtadament el 12 d'agost, mentre encara treballava en les correccions de la seva última obra, l'òpera De la casa dels morts.
L'any 1933, la casa es va obrir al públic per primera vegada. El museu, que des de 1997 pertany a la Fundació Leoš Janáček, va ser sotmès a una renovació a finals del segle XX i es va reobrir el juliol de 2000. Els visitants poden accedir a tres sales a la planta baixa: el saló, el dormitori i la cuina, que mantenen el mobiliari original utilitzat per Janáček. A més, el museu compta amb una exposició interactiva que explora la connexió entre Janáček i la seva terra natal, Hukvaldy.